# Schuettea
Schuettea es un género de peces de la familia Monodactylidae, del orden Perciformes. Este género marino fue descrito científicamente en 1866 por Franz Steindachner.

## Especies
Especies reconocidas del género:
- Schuettea scalaripinnis Steindachner, 1866
- Schuettea woodwardi (Waite, 1905)